# 白寿の湯
白寿の湯（はくじゅのゆ）は埼玉県児玉郡神川町（旧国武蔵国）にある温泉。
溶存物質35ｇは関東一の源泉濃度、全国的に見ても大変濃い温泉である。施設の浴槽や露天風呂には赤褐色の温泉成分が付着し、千枚田状に堆積しているのが特徴である。

## 泉質
- ナトリウム-塩化物強塩温泉
  - 源泉温度25.4℃
  - 溶存物質総計35,700mg/kg
  - 赤褐色の源泉
  - 湧出量毎分130リットル
  - 掘削動力揚湯

## 歴史
開湯は2001年8月である。地下750メートルまでボーリングを実施して源泉を開発した。

## アクセス
- 鉄道 : 高崎線（JR東日本）本庄駅よりバスで約30分。
- 車 : 関越自動車道本庄児玉ICより国道462号・国道254号を経由して約25分。